# Five Mile Creek
Five Mile Creek  è una serie televisiva australiana in 39 episodi trasmessi per la prima volta nel corso di 3 stagioni dal 1983 al 1985.
È una serie drammatica basta sul romanzo The Cherokee Trail di Louis L'Amour, ambientata in Australia nel XIX secolo e incentrata su Con Madigan e Jack Taylor, che mettono in piedi una linea di diligenze per i cercatori d'oro che va da Port Nelson a Wiga, e su Kate Wallace, che gestisce una stazione di servizio a Five Mile Creek. Qui Kate fa la conoscenza di due donne statunitensi, Maggie Scott e la figlia Hanna. La serie vede anche la partecipazione di Nicole Kidman.

## Personaggi e interpreti
- Maggie Scott (39 episodi, 1983-1985), interpretata da Louise Caire Clark.
- Con Madigan (39 episodi, 1983-1985), interpretato da Jay Kerr.
- Jack Taylor (38 episodi, 1983-1985), interpretato da Rod Mullinar.
- Kate Wallace (38 episodi, 1983-1985), interpretata da Liz Burch.
- Paddy Malone (38 episodi, 1983-1985), interpretato da Michael Caton.
- Sam Sawyer (37 episodi, 1983-1985), interpretato da Martin Lewis.
- Ben Jones (37 episodi, 1983-1985), interpretato da Gus Mercurio.
- Charlie Withers (32 episodi, 1983-1985), interpretato da Peter Carroll.
- Hannah Scott (26 episodi, 1983-1984), interpretata da Priscilla Weems.
- Annie (12 episodi, 1985), interpretata da Nicole Kidman.
- Matt Buckland (7 episodi, 1985), interpretato da Shannon Presby.
- Edward Armstrong (6 episodi, 1985), interpretato da Scott McGregor.
- 'Backer' Bowman (6 episodi, 1983-1984), interpretato da Tony Blackett.
- Mrs. Armstrong (5 episodi, 1985), interpretata da Dinah Shearing.
- Ethel (5 episodi, 1985), interpretata da Di O'Connor.
- Sergente (4 episodi, 1984), interpretato da David Bradshaw.
- Sorella Mary (2 episodi, 1984), interpretata da Merridy Eastman.

## Produzione
La serie fu prodotta da Seven Network e girata a Melbourne, Katoomba e Sydney (a Frenchs Forest) in Australia. Le musiche furono composte da Bruce Smeaton.

### Registi
Tra i registi della serie sono accreditati:
- Kevin James Dobson in 15 episodi (1984-1985)
- Brendan Maher in 3 episodi (1985)
- Gary Conway in 2 episodi (1985)
- Frank Arnold
- Michael Jenkins
- George Miller

### Sceneggiatori
Tra gli sceneggiatori della serie sono accreditati:
- Louis L'Amour in 15 episodi (1984-1985)
- Tom Hegarty in 13 episodi (1984-1985)
- Sarah Crawford in 4 episodi (1984-1985)
- Denise Morgan in 4 episodi (1985)
- Peter A. Kinloch in 3 episodi (1985)
- Henry Crawford in 2 episodi (1984-1985)
- David Boutland
- Greg Millin

## Distribuzione
La serie fu trasmessa in Australia dal 4 novembre 1983 al 7 agosto 1985 sulla rete televisiva Seven Network. In Italia è stata trasmessa con il titolo Five Mile Creek.
Alcune delle uscite internazionali sono state:
- in Australia il 4 novembre 1983 (Five Mile Creek)
- negli Stati Uniti il 4 novembre 1983
- in Francia il 9 gennaio 1988 (Diligence express)
- in Ungheria (Ausztrál expressz)
- in Germania Ovest (Australien-Express)
- in Spagna (Parada de postas)
- in Italia (Five Mile Creek)

## Episodi
| Stagione         | Episodi | Prima TV Australia | Prima TV Italia |
| ---------------- | ------- | ------------------ | --------------- |
| Prima stagione   | 13      | 1983-1984          |                 |
| Seconda stagione | 13      | 1984               |                 |
| Terza stagione   | 13      | 1985               |                 |